# Taoyao
Taoyao (kinesiska: 桃尧) är en köping i sydöstra Kina. Den ligger i stadsdistriktet Meixian i staden Meizhou i provinsen Guangdong, omkring 360 kilometer nordost om provinshuvudstaden Guangzhou. Antalet invånare är 11 744. Befolkningen består av 5 931 kvinnor och 5 813 män. Barn under 15 år utgör 15,0 %, vuxna 15-64 år 68 %, och äldre över 65 år 16,0 %.